# Dior money
Dior money is een lied van de Nederlandse zanger Jonna Fraser in samenwerking met rappers Frenna en Henkie T. Het werd in 2019 als single uitgebracht en stond in 2020 als tiende track op het album Calma van Jonna Fraser. 

## Achtergrond
Dior money is geschreven door Jonathan Jeffrey Grando, Francis Junior Edusei, Henk Mando en Tevin Irvin Plaate en geproduceerd door Spanker. Het is een nummer uit het genre nederhop. In het lied wordt er gezongen en gerapt over het hebben en uitgeven van veel geld. In het lied zingt Fraser ook over zijn geld besteden aan goede doelen, zoals investeren in het verbeteren van voetbalvelden in Suriname. Het nummer werd bij radiozender NPO FunX uitgeroepen tot DiXte track van de week. De single heeft in Nederland de gouden status.
Het is de eerste keer dat de artiesten met z'n drieën op een hit te horen zijn. Onderling werd er wel al samengewerkt. Zo hadden Jonna Fraser en Frenna al meerdere hits samen voor Dior money, zoals My love, Ik kom bij je, Architect, Louboutin en Mamacita. De twee herhaalden de samenwerking later ook nog op nummers als Ova you en Afterparty. Jonna Fraser en Henkie T hadden samen de hit DomDoen en waren in 2020 beide te horen op Dom Pérignon. 

## Hitnoteringen
De artiesten hadden succes met het lied in de hitlijsten van het Nederland. Het piekte op de negende plaats van de Single Top 100 en stond zeven weken in deze hitlijst. De Top 40 werd niet bereikt; het lied bleef steken op de vijftiende plaats van de Tipparade. 